# Залин, Лев Борисович
Лев Бори́сович За́лин (настоящее имя Залман (Зельман) Маркович Левин, 1897 г. — 22 января 1940 г.) — ответственный сотрудник ОГПУ—НКВД СССР. Нарком НКВД Узбекской ССР, затем Казахской ССР. Комиссар государственной безопасности 2-го ранга (26 ноября 1935). Депутат Верховного Совета СССР 1-го созыва.  Входил в состав особой тройки НКВД СССР. Расстрелян в 1940 году как сообщник Н. И. Ежова - М. П. Фриновского - Е. Г. Евдокимова. Признан не подлежащим реабилитации. Дочь - Залина Вацлава Львовна (1923-1988). Супруга - Залина Мария Исааковна.  

## Биография
Родился в местечке Сморгонь Виленской губернии в еврейской семье приказчика кожевенной фабрики. Образование: городское училище, Сморгонь (1907—1911 гг.); частная еврейская гимназия, г.Вильно (1911—1915 гг.). В 1910-1915 гг. частный репетитор в Вильно. Состоял в еврейских молодёжных организациях. Член партии Поалей Цион (февраль—август 1918 г.). Работал учителем частной школы. С сентября 1918 года состоял в РКП(б). Работал в Курске, в 1918 году секретарь Курского комиссариата по еврейским делам.
В 1918 году переехал в Москву, где с августа по ноябрь 1918 года был инструктором юридического отдела Бауманского районного исполнительного комитета Москвы.
Был направлен в Литву по рекомендации Бюро литовских секций при ЦК РКП(б). В Вильно работал под руководством Р. А. Пилляра . В конце 1918 — начале 1919 года — организатор партизанских отрядов в Литве, председатель Ковенского подпольного комитета РКП(б), редактор газеты (12.1918—01.1919). В январе 1919 года  арестован немецкими властями вместе с рядом других активистов подполья. В апреле 1919 г. выпущен (по другим данным — обменян по политобмену).

## ЧК
С 1918 года в органах ВЧК. Председатель Паневежинской ЧК в апреле—июле 1919 года. Затем член коллегии Наркомата труда Литовско-Белорусской ССР ( июль 1919), заместитель наркома труда Литовско-Белорусской ССР ( июль-август 1919).

## Советско-польская война
С августа 1919 года в РККА: начальник интернационального отделения политического отдела 16-й армии и 3-й армии ( сентябрь 1919 г.—март 1920 г.). В качестве армейского особиста — участник взятия Минска и похода Красной Армии на Варшаву.

## ВЧК-ОГПУ-НКВД
В 1920—1921 годах в армейских Особых отделах (заместитель  начальника ОО 16-й армии, затем заместитель начальника ОО 3-й армии). С января 1921 года работал в Экономическом управлении ВЧК (особоуполномоченный по делам НК продовольствия (8-е спецотдел-е) ЭКУ ВЧК.
С апреля 1921 г. по июль 1922 г. в ИНО ВЧК-ГПУ — помощник начальника, начальник осведомительной части ИНО ВЧК-ГПУ Одновременно работал в Особом отделе (начальник 11-го спецотдел-я в январе — мае 1922 г.).
С июля по декабрь 1923 — на нелегальной работе в Германии.
В 1924—1927 — помощник начальника Особого отдела ОГПУ при СНК СССР.
В 1927—1929 — начальник Секретно-оперативного управления полпредства, по совместительству заместитель полномочного представителя ОГПУ по Белорусскому военному округу и заместитель председателя ГПУ Белорусской ССР.
С марта 1929 по сентябрь 1930 — полномочный представитель ОГПУ по Западной области.
С сентября 1930 по август 1931 — заместитель начальника Особого отдела ОГПУ СССР.
С августа 1931 по июль 1934 — заместитель Полномочного представителя ОГПУ по Средней Азии. 
26 января—10 февраля 1934 года делегат XVII съезда ВКП(б) с совещательным голосом от КП(б) Таджикистана.
С июля по ноябрь 1934 — 1-й заместитель начальника Управления НКВД по Средней Азии. С ноября 1934 по январь 1935 — нарком внутренних дел Узбекской ССР и одновременно начальник Особого отдела ГУГБ НКВД Среднеазиатского военного округа. С января 1935 по январь 1937 — начальник Управления НКВД Казахской АССР. С января 1937 по январь 1938 — нарком внутренних дел Казахской ССР. Этот период отмечен вхождением в состав особой тройки, созданной по приказу НКВД СССР от 30.07.1937 № 00447 и активным участием в сталинских репрессиях.
Один из организаторов Большого террора в Казахстане в рамках «удара по правотроцкистскому подполью» и национальных операций НКВД. 21 января 1938 года снят с должности (с заменой на С. Ф. Реденса) и переведен в Москву.  
С 28 марта 1938 г. по момент ареста в июне 1938 года — начальник 9 отдела 1-го Управления НКВД СССР (чекистское наблюдение за торговлей, заготовками и сельским хозяйством).

## Арест и расстрел
7 июня 1938 г. арестован по обвинению в «участии в правотроцкистском заговоре в органах НКВД, шпионаже и подготовке терактов». После ареста уволен из органов НКВД и исключён из ВКП(б). Осенью 1938 года новым руководством НКВД СССР отнесен к участникам «антисоветской заговорщической террористической организации Н. Ежова в органах НКВД СССР». Содержался в Сухановской тюрьме особого назначения. Внесен в Список Л.Берии от 16 января 1940 г. по 1-й категории. Приговорён к ВМН ВКВС СССР 21 января 1940 г. по ст. 58/1 п."а" («измена Родине»); ст. 58/8 («террор»); ст. 58/11 УК РСФСР («участие в антисоветской террористической организации в НКВД»). Расстрелян в ночь на  22 января 1940 года вместе с И. Я. Дагиным,  В. Е. Цесарским,  Г. Н. Луловым, И. А. Дорофеевым, А. Г. Акимовым и др. Место захоронения — «могила невостребованных прахов» № 1  крематория Донского кладбища.  

## Попытки реабилитации
По сообщению историка Н. В. Петрова, реабилитирован посмертно решением Главной военной прокуратуры РФ от 8 ноября 2012 года. 
12 декабря 2013 года Военной коллегией Верховного суда РФ решение ГВП РФ было отменено. Залин был признан не подлежащим реабилитации.

## Награды
- знак «Почётный работник ВЧК—ГПУ (V)» (№ 161 1924)
- орден Красного Знамени (14.12.1927) (лишен посмертно Указом ПВС СССР 29 .1.1941 г.)[10]
- орден Трудового Красного Знамени Туркменской ССР (1932)
- орден Трудового Красного Знамени Таджикской ССР № 195 (11.12.1932)
- знак «Почётный работник ВЧК—ГПУ (XV)» (20.12.1932)
- орден Красного Знамени (14.02.1936) (лишен посмертно Указом ПВС СССР 29 .1.1941 г.)[11]
- орден Красной Звезды (19.12.1937) (лишен посмертно Указом ПВС СССР 29 .1.1941 г.)[12]
- медаль «XX лет РККА» (22.02.1938) (исключен из списка награжденных медалью письмом Управления по командному и начальствующему составу НКО СССР от 21.09.1938[13] и 26.10.1938[14])
- знак «XV лет Казахстану»